# Deutsche Squash-Meisterschaften
Die deutschen Squash-Meisterschaften im Einzel sind ein Wettbewerb zur Ermittlung des nationalen Meistertitels im Squash. Sie werden seit 1976 bei den Herren und 1977 bei den Damen jährlich ausgetragen.
Rekordhalter ist Simon Rösner mit 11 Titeln bei den Herren und Sabine Schöne mit 17 Titeln bei den Damen. Sabine Schöne gewann diese Titel ununterbrochen von 1988 bis 2004, davon drei Titel unter ihrem kurzzeitigen Namen Sabine Tillmann.
Der deutsche Meistertitel für Mannschaften wird in der Squash-Bundesliga ausgespielt und wird seit 2016 im Sportwerk Hamburg ausgetragen.

## Deutsche Meister
Die Nummern in Klammern hinter den Namen geben die Anzahl der gewonnenen Meisterschaften wieder.
| Jahr | Herren                 | Damen                     |
| ---- | ---------------------- | ------------------------- |
| 1976 | Ronny Rothenberger     | nicht ausgetragen         |
| 1977 | Ronny Rothenberger (2) | Jill Burrows              |
| 1978 | Ronny Rothenberger (3) | Myrtle Lange              |
| 1979 | Conny Hasselbach       | Myrtle Lange (2)          |
| 1980 | Carol Martini          | Claudia Thomalla          |
| 1981 | Carol Martini (2)      | Claudia Thomalla (2)      |
| 1982 | Carol Martini (3)      | Claudia Thomalla (3)      |
| 1983 | Carol Martini (4)      | Claudia Thomalla-Adam (4) |
| 1984 | Ralf Schuldt           | Barbara Hammerschmid      |
| 1985 | Carol Martini (5)      | Andrea Holbe              |
| 1986 | Michael Ehlers         | Barbara Hammerschmid (2)  |
| 1987 | Carol Martini (6)      | Andrea Holbe (2)          |
| 1988 | Hansi Wiens            | Sabine Schöne             |
| 1989 | Hansi Wiens (2)        | Sabine Schöne (2)         |
| 1990 | Hansi Wiens (3)        | Sabine Schöne (3)         |
| 1991 | Hansi Wiens (4)        | Sabine Schöne (4)         |
| 1992 | Hansi Wiens (5)        | Sabine Schöne (5)         |
| 1993 | Hansi Wiens (6)        | Sabine Schöne (6)         |
| 1994 | Simon Frenz            | Sabine Schöne (7)         |
| 1995 | Hansi Wiens (7)        | Sabine Schöne (8)         |
| 1996 | Hansi Wiens (8)        | Sabine Schöne (9)         |
| 1997 | Simon Frenz (2)        | Sabine Schöne (10)        |
| 1998 | Florian Pößl           | Sabine Schöne (11)        |
| 1999 | Simon Frenz (3)        | Sabine Schöne (12)        |
| 2000 | Oliver Kowalski        | Sabine Schöne (13)        |
| 2001 | Lars Harms             | Sabine Schöne (14)        |
| 2002 | Hansi Wiens (9)        | Sabine Tillmann 1 (15)    |
| 2003 | Lars Harms (2)         | Sabine Tillmann (16)      |
| 2004 | Stefan Leifels         | Sabine Tillmann (17)      |
| 2005 | Hansi Seestaller       | Karin Berière             |
| 2006 | Simon Baker            | Katharina Witt            |
| 2007 | Simon Rösner           | Kathrin Rohrmüller        |
| 2008 | Simon Rösner (2)       | Kathrin Rohrmüller (2)    |
| 2009 | Simon Rösner (3)       | Kathrin Rohrmüller (3)    |
| 2010 | Simon Rösner (4)       | Kathrin Rohrmüller (4)    |
| 2011 | Simon Rösner (5)       | Sina Wall                 |
| 2012 | Simon Rösner (6)       | Kathrin Hauck 2 (5)       |
| 2013 | Simon Rösner (7)       | Franziska Hennes          |
| 2014 | Simon Rösner (8)       | Franziska Hennes (2)      |
| 2015 | Simon Rösner (9)       | Sina Wall (2)             |
| 2016 | Simon Rösner (10)      | Sharon Sinclair           |
| 2017 | Simon Rösner (11)      | Franziska Hennes (3)      |
| 2018 | Raphael Kandra         | Franziska Hennes (4)      |
| 2019 | Raphael Kandra (2)     | Nele Hatschek             |
| 2020 | Raphael Kandra (3)     | Saskia Beinhard           |
| 2022 | Raphael Kandra (4)     | Saskia Beinhard (2)       |
| 2023 | Raphael Kandra (5)     | Saskia Beinhard (3)       |
| 2024 | Raphael Kandra (6)     | Saskia Beinhard (4)       |
| 2025 | Raphael Kandra (7)     | Saskia Beinhard (5)       |

 1 Sabine Schöne trat nach ihrer Heirat unter ihrem neuen Namen Sabine Tillmann an.

 2 Kathrin Rohrmüller trat nach ihrer Heirat unter ihrem neuen Namen Kathrin Hauck an.